# Nullifkationsstriden
Nullifikationsstriden var en konstitutionell konflikt i USA, utkämpad 1832-33 mellan presidenten Andrew Jackson och staten South Carolina.
I debatten om staternas och unionernas rättigheter hade dåvarande vicepresidenten, sydstatpolitikern John C. Calhoun framställt uppfattningen, att som varje stat, när den 1789 ingick i Förenta Staterna och biträdde vid dess författning, var suverän och suveräniteten oåterkallelig, dessa fortfarande måste anses som suveräna stater. Som innehavare av suveräniteten hade varje enskild stat rätt att bedöma, om en av kongressen given lag stod i överensstämmelse med 1789 års författning, och om den fann att så inte var fallet, kunde staten för sin del sätta lagen ur kraft, "nullifiera" den.
Dessa grundsatser genomförde South Carolina i praktiken, när staten den 24 november 1832 förklarade en av Henry Clay genomdriven ny tulltariff som ogrundad i unionens författning, dvs den var "ej lag" och "icke bindande för statens ämbetsmän och medborgare". South Carolina hotade vidare med omedelbart utträde ur unionen. Jackson vidtog olika åtgärder och uppmanade South Carolina till lydnad men erhöll inte något svar. Jackson hotade då att gripa till militära maktmedel, men stämningen var inte för ytterlighetsåtgärder. Kongressen genomförde betydliga ändringar i 1832 års tulltariff, varefter South Carolina upphävde den så kallade nullifikationsordonansen.
Segrade var i sakfrågan South Carolina, och nullifikationsstriden anses i hög grad ha bidragit till uppfattningen i sydstaterna att man genom ett bestämt uppträdande mot nordstaterna kunde genomdriva sina önskemål.